# Bara Bajare
Bara Bajare är en supporterförening som bildades den 1 maj 1996 för anhängare till Hammarby IF. Bara Bajare bildades efter ett beslut mellan tre kompisgäng: ett från Södermalm, ett från Nacka samt ett från Westermalm.